# WNBA 2003
Die Saison 2003 war die siebente reguläre Saison der Women’s National Basketball Association (WNBA).
In dieser Saison wurden mit den Miami Sol und den Portland Fire zwei Mannschaften aufgelöst. Des Weiteren übersiedelten die Orlando Miracle nach Connecticut und wurden dann die Connecticut Sun. Die Utah Starzz übersiedelten nach San Antonio und wurden die San Antonio Silver Stars.
Der siebte WNBA Draft fand am 24. April 2003 in den NBA Entertainment Studios in Secaucus, New Jersey, Vereinigte Staaten statt.
Die WNBA Meisterschaft gewannen erstmals die Detroit Shock, die in der Finalserie die Los Angeles Sparks mit 2–1 besiegten. Shock Center Ruth Riley wurde zum Finals-MVP ernannt.
Das fünfte WNBA All-Star Game fand am 12. Juli 2003 im Madison Square Garden in New York City statt, das die Western All Stars mit 84–75 gegen die Eastern All Stars für sich entscheiden konnten. Los Angeles Sparks Guard, Nikki Teasley wurde zum MVP des Spiels ernannt.

## Draft
- Hauptartikel: WNBA Draft 2003

Am 24. April 2003 fand nicht nur der WNBA Draft statt, sondern auch ein Dispersal Drafts, da sich die Miami Sol und die Portland Fire vor dem Beginn dieser Saison aufgelöst hatten.
Die Auswahlreihenfolge beim WNBA Draft wurde bei einer Lotterie festgelegt. Diese gewannen die Cleveland Rockers vor den Sacramento Monarchs.
Als ersten Pick zogen die Rockers LaToya Thomas. Danach wählte Sacramento auf dem zweiten Platz Chantelle Anderson. Insgesamt sicherten sich die 14 Franchises die Rechte an 42 Spielerinnen. Den Hauptanteil mit 38 Spielerinnen stellten die Vereinigten Staaten.

### Top-5-Picks
Abkürzungen: Pos = Position, G = Guard, F = Forward, C = Center

| #  | Spielerin          | Nationalität       | Pos | WNBA-Mannschaft     | College/Profi-Team           |
| -- | ------------------ | ------------------ | --- | ------------------- | ---------------------------- |
| 1. | LaToya Thomas      | Vereinigte Staaten | F   | Cleveland Rockers   | Mississippi State University |
| 2. | Chantelle Anderson | Vereinigte Staaten | C   | Sacramento Monarchs | Vanderbilt University        |
| 3. | Cheryl Ford        | Vereinigte Staaten | C   | Detroit Shock       | Louisiana Tech University    |
| 4. | Plenette Pierson   | Vereinigte Staaten | F   | Phoenix Mercury     | Texas Tech University        |
| 5. | Kara Lawson        | Vereinigte Staaten | G   | Detroit Shock       | University of Tennessee      |

## Reguläre Saison

### Abschlusstabellen
Abkürzungen: Pl.=Platz, Sp. = Spiele, S = Siege, N = Niederlagen, GB = Spiele hinter dem Führenden der Conference
Erläuterungen:       = Playoff-Qualifikation,       = Conference-Sieger
| Pl. | Eastern Conference | Sp. | S  | N  | Siege in % | GB | Heim | Auswärts |
| --- | ------------------ | --- | -- | -- | ---------- | -- | ---- | -------- |
| 1.  | Detroit Shock      | 34  | 25 | 9  | 73,5       | –  | 13:4 | 12:5     |
| 2.  | Charlotte Sting    | 34  | 18 | 16 | 52,9       | 7  | 13:4 | 5:12     |
| 3.  | Connecticut Sun    | 34  | 18 | 16 | 52,9       | 7  | 10:7 | 8:9      |
| 4.  | Cleveland Rockers  | 34  | 17 | 17 | 50,0       | 8  | 11:6 | 6:11     |
| 5.  | Indiana Fever      | 34  | 16 | 18 | 47,1       | 9  | 11:6 | 6:11     |
| 6.  | New York Liberty   | 34  | 16 | 18 | 47,1       | 9  | 11:6 | 5:12     |
| 7.  | Washington Mystics | 34  | 9  | 25 | 26,5       | 16 | 3:14 | 6:11     |

| Pl. | Western Conference       | Sp. | S  | N  | Siege in % | GB | Heim | Auswärts |
| --- | ------------------------ | --- | -- | -- | ---------- | -- | ---- | -------- |
| 1.  | Los Angeles Sparks       | 34  | 24 | 10 | 70,6       | –  | 11:6 | 13:3     |
| 2.  | Houston Comets           | 34  | 20 | 14 | 58,8       | 4  | 14:3 | 6:11     |
| 3.  | Sacramento Monarchs      | 34  | 19 | 15 | 55,9       | 5  | 12:5 | 7:10     |
| 4.  | Minnesota Lynx           | 34  | 18 | 16 | 52,9       | 6  | 13:4 | 5:12     |
| 5.  | Seattle Storm            | 34  | 18 | 16 | 52,9       | 6  | 13:4 | 5:12     |
| 6.  | San Antonio Silver Stars | 34  | 12 | 22 | 35,3       | 12 | 9:8  | 3:14     |
| 7.  | Phoenix Mercury          | 34  | 8  | 26 | 23,5       | 16 | 6:11 | 2:15     |

## Playoffs

### Conference Semifinals (Runde 1)

#### Eastern Conference

##### (1) Detroit Shock – (4) Cleveland Rockers
| 29. August 2003 |            | Cleveland Rockers | 74 – 76 | Detroit Shock | Gund Arena, Cleveland, Ohio |
| 29. August 2003 |            |                   |         |               | Gund Arena, Cleveland, Ohio |
| 29. August 2003 |            |                   |         |               | Gund Arena, Cleveland, Ohio |
| 29. August 2003 | Stand: 0:1 |                   |         |               | Gund Arena, Cleveland, Ohio |

| 31. August 2003 |            | Detroit Shock | 59 – 66 | Cleveland Rockers | Palace of Auburn Hills, Detroit, Michigan |
| 31. August 2003 |            |               |         |                   | Palace of Auburn Hills, Detroit, Michigan |
| 31. August 2003 |            |               |         |                   | Palace of Auburn Hills, Detroit, Michigan |
| 31. August 2003 | Stand: 1:1 |               |         |                   | Palace of Auburn Hills, Detroit, Michigan |

| 20. August 2002 |               | Detroit Shock | 77 – 63 | Cleveland Rockers | Palace of Auburn Hills, Detroit, Michigan |
| 20. August 2002 |               |               |         |                   | Palace of Auburn Hills, Detroit, Michigan |
| 20. August 2002 |               |               |         |                   | Palace of Auburn Hills, Detroit, Michigan |
| 20. August 2002 | Endstand: 2:1 |               |         |                   | Palace of Auburn Hills, Detroit, Michigan |

##### (2) Connecticut Sun – (3) Charlotte Sting
| 28. August 2003 |            | Charlotte Sting | 66 – 68 | Connecticut Sun | Charlotte Coliseum, Charlotte, North Carolina |
| 28. August 2003 |            |                 |         |                 | Charlotte Coliseum, Charlotte, North Carolina |
| 28. August 2003 |            |                 |         |                 | Charlotte Coliseum, Charlotte, North Carolina |
| 28. August 2003 | Stand: 0:1 |                 |         |                 | Charlotte Coliseum, Charlotte, North Carolina |

| 30. August 2003 |               | Connecticut Sun | 68 – 62 | Charlotte Sting | Mohegan Sun Arena at Uncasville, Montville, Connecticut |
| 30. August 2003 |               |                 |         |                 | Mohegan Sun Arena at Uncasville, Montville, Connecticut |
| 30. August 2003 |               |                 |         |                 | Mohegan Sun Arena at Uncasville, Montville, Connecticut |
| 30. August 2003 | Endstand: 2:0 |                 |         |                 | Mohegan Sun Arena at Uncasville, Montville, Connecticut |

#### Western Conference
| Los Angeles Sparks (1) – Minnesota Lynx (4) | Los Angeles Sparks (1) – Minnesota Lynx (4) | Los Angeles Sparks (1) – Minnesota Lynx (4) | Los Angeles Sparks (1) – Minnesota Lynx (4) | Los Angeles Sparks (1) – Minnesota Lynx (4) | Los Angeles Sparks (1) – Minnesota Lynx (4) | Los Angeles Sparks (1) – Minnesota Lynx (4) |
| Datum                                       | Auswärtsteam                                | Auswärtsteam                                | Heimteam                                    | Heimteam                                    | Bem.                                        |                                             |
| ------------------------------------------- | ------------------------------------------- | ------------------------------------------- | ------------------------------------------- | ------------------------------------------- | ------------------------------------------- | ------------------------------------------- |
| 28. August                                  | Los Angeles                                 | 72                                          | 74                                          | Minnesota                                   |                                             |                                             |
| 30. August                                  | Minnesota                                   | 69                                          | 80                                          | Los Angeles                                 |                                             |                                             |
| 1. September                                | Minnesota                                   | 64                                          | 74                                          | Los Angeles                                 |                                             |                                             |
| Los Angeles gewinnt die Serie mit 2:1.      |                                             |                                             |                                             |                                             |                                             |                                             |

| Houston Comets (2) – Sacramento Monarchs (3) | Houston Comets (2) – Sacramento Monarchs (3) | Houston Comets (2) – Sacramento Monarchs (3) | Houston Comets (2) – Sacramento Monarchs (3) | Houston Comets (2) – Sacramento Monarchs (3) | Houston Comets (2) – Sacramento Monarchs (3) | Houston Comets (2) – Sacramento Monarchs (3) |
| Datum                                        | Auswärtsteam                                 | Auswärtsteam                                 | Heimteam                                     | Heimteam                                     | Bem.                                         |                                              |
| -------------------------------------------- | -------------------------------------------- | -------------------------------------------- | -------------------------------------------- | -------------------------------------------- | -------------------------------------------- | -------------------------------------------- |
| 29. August                                   | Houston                                      | 59                                           | 65                                           | Sacramento                                   |                                              |                                              |
| 31. August                                   | Sacramento                                   | 48                                           | 69                                           | Houston                                      |                                              |                                              |
| 2. September                                 | Sacramento                                   | 70                                           | 68                                           | Houston                                      |                                              |                                              |
| Sacramento gewinnt die Serie mit 2:1.        |                                              |                                              |                                              |                                              |                                              |                                              |

### Conference Finals (Runde 2)

#### Eastern Conference

##### (1) Detroit Shock – (2) Connecticut Sun
| 5. September 2003 |            | Connecticut Sun | 63 – 73 | Detroit Shock | Mohegan Sun Arena at Uncasville, Montville, Connecticut |
| 5. September 2003 |            |                 |         |               | Mohegan Sun Arena at Uncasville, Montville, Connecticut |
| 5. September 2003 |            |                 |         |               | Mohegan Sun Arena at Uncasville, Montville, Connecticut |
| 5. September 2003 | Stand: 0:1 |                 |         |               | Mohegan Sun Arena at Uncasville, Montville, Connecticut |

| 7. September 2003 |               | Detroit Shock | 79 – 73 | Connecticut Sun | Palace of Auburn Hills, Detroit, Michigan |
| 7. September 2003 |               |               |         |                 | Palace of Auburn Hills, Detroit, Michigan |
| 7. September 2003 |               |               |         |                 | Palace of Auburn Hills, Detroit, Michigan |
| 7. September 2003 | Endstand: 2:0 |               |         |                 | Palace of Auburn Hills, Detroit, Michigan |

#### Western Conference

##### (1) Los Angeles Sparks – (3) Sacramento Monarchs
| 5. September 2003 |            | Sacramento Monarchs | 77 – 69 | Los Angeles Sparks | ARCO Arena, Sacramento, Kalifornien |
| 5. September 2003 |            |                     |         |                    | ARCO Arena, Sacramento, Kalifornien |
| 5. September 2003 |            |                     |         |                    | ARCO Arena, Sacramento, Kalifornien |
| 5. September 2003 | Stand: 1:0 |                     |         |                    | ARCO Arena, Sacramento, Kalifornien |

| 7. September 2003 |            | Los Angeles Sparks | 79 – 54 | Sacramento Monarchs | Staples Center, Los Angeles, Kalifornien |
| 7. September 2003 |            |                    |         |                     | Staples Center, Los Angeles, Kalifornien |
| 7. September 2003 |            |                    |         |                     | Staples Center, Los Angeles, Kalifornien |
| 7. September 2003 | Stand: 1:1 |                    |         |                     | Staples Center, Los Angeles, Kalifornien |

| 9. September 2003 |               | Los Angeles Sparks | 66 – 63 | Sacramento Monarchs | Staples Center, Los Angeles, Kalifornien |
| 9. September 2003 |               |                    |         |                     | Staples Center, Los Angeles, Kalifornien |
| 9. September 2003 |               |                    |         |                     | Staples Center, Los Angeles, Kalifornien |
| 9. September 2003 | Endstand: 2:1 |                    |         |                     | Staples Center, Los Angeles, Kalifornien |

### Finals (Runde 3)
| Detroit Shock (E1) – Los Angeles Sparks (W1) | Detroit Shock (E1) – Los Angeles Sparks (W1) | Detroit Shock (E1) – Los Angeles Sparks (W1) | Detroit Shock (E1) – Los Angeles Sparks (W1) | Detroit Shock (E1) – Los Angeles Sparks (W1) | Detroit Shock (E1) – Los Angeles Sparks (W1) | Detroit Shock (E1) – Los Angeles Sparks (W1) |
| Datum                                        | Auswärtsteam                                 | Auswärtsteam                                 | Heimteam                                     | Heimteam                                     | Bem.                                         |                                              |
| -------------------------------------------- | -------------------------------------------- | -------------------------------------------- | -------------------------------------------- | -------------------------------------------- | -------------------------------------------- | -------------------------------------------- |
| 12. September                                | Detroit                                      | 63                                           | 75                                           | Los Angeles                                  |                                              |                                              |
| 14. September                                | Los Angeles                                  | 61                                           | 62                                           | Detroit                                      |                                              |                                              |
| 16. September                                | Los Angeles                                  | 78                                           | 83                                           | Detroit                                      |                                              |                                              |
| Detroit gewinnt die Serie mit 2:1.           |                                              |                                              |                                              |                                              |                                              |                                              |

#### WNBA-Meistermannschaft
(Teilnahme an mindestens einem Playoff-Spiel)
| WNBA Meister Detroit Shock | Guards: Kedra Holland-Corn, Sheila Lambert, Elaine Powell Guard-Forwards: Deanna Nolan Forwards: Swin Cash, Stacey Thomas, Ayana Walker Forward-Center: Barbara Farris, Astou Ndiaye-Diatta Center: Ruth Riley (Finals MVP), Cheryl Ford Cheftrainer: Bill Laimbeer |

## WNBA Awards und vergebene Trophäen
| Auszeichnung                            | Spielerin          | Mannschaft          |
| --------------------------------------- | ------------------ | ------------------- |
| WNBA Finals MVP Award                   | Ruth Riley         | Detroit Shock       |
| WNBA Most Valuable Player Award         | Lauren Jackson     | Seattle Storm       |
| WNBA Defensive Player of the Year Award | Sheryl Swoopes     | Houston Comets      |
| WNBA Most Improved Player Award         | Michelle Snow      | Houston Comets      |
| WNBA Peak Performer                     | Lauren Jackson     | Seattle Storm       |
| WNBA Peak Performer                     | Chamique Holdsclaw | Washington Mystics  |
| WNBA Rookie of the Year Award           | Cheryl Ford        | Detroit Shock       |
| Kim Perrot Sportsmanship Award          | Edna Campbell      | Sacramento Monarchs |
| WNBA Coach of the Year Award            | Bill Laimbeer      | Detroit Shock       |

### All-WNBA Teams
| All-WNBA First Team |                                   |
| Guards:             | Sue Bird – (MIN) Katie Smith      |
| Forwards:           | Tamika Catchings – Lauren Jackson |
| Center:             | Lisa Leslie                       |

| All-WNBA Second Team |                              |
| Guards:              | Deanna Nolan – Nikki Teasley |
| Forwards:            | Swin Cash – Sheryl Swoopes   |
| Center:              | Cheryl Ford                  |